# Franjo Marić
Franjo Marić (Zenica, 13. svibnja 1955. – Zagreb, 15. travnja 2020.) bio je hrvatski pisac iz Bosne i Hercegovine.
Živio je u Brezovu Polju kod Žepča u središnjoj Bosni. Gimnaziju je završio u Zavidovićima, a Prirodoslovno-matematički fakultet u Zagrebu. Danas je profesor u Centru za odgoj i obrazovanje djece u zagrebačkoj Dubravi. Više od 20 godina bavi se prikupljanjem i objavljivanjem statističko-povijesnih starih i novih dokumenata, te ilustracija o Hrvatima katolicima u Bosni i Hercegovini.
Neka od njegovih kapitalnih djela mogu se pronaći i u svjetskim knjižnicama The British Library London, Université Paris-Sorbonne, The Library of Congress Washington, National Library of Australia Canberra i drugim.

## Objavljena djela
1.	Pregled pučanstva Bosne i Hercegovine između 1879. i 1995. godine (Zagreb, 1996.)
2.	Žepče i njegova okolica. Putna crta od Staparića – Nikole Tordinca iz 1882. godine (u suradnji s Ljiljanom Grbelja, Zagreb – Žepče, 1998.)
3.	Hrvati-katolici u BiH između 1463. i 1995. godine prema crkvenim dokumentima (Zagreb – Sarajevo, 1998.)
4.	Kronologija važnijih događaja žepačkog kraja i bliže okolice 1458. – 1998. (Zagreb – Žepče, 1999.)
5.	Ljetopis katoličke župe Žepče 1879. – 1999. (Zagreb – Žepče, 2000.)
6.	Iz prošlosti katoličke župe Bežlja kraj Teslića (mala monografija, Zagreb – Teslić, 2001.)
7.	Crtice iz povijesti samostana Doloroza i župe Čardak kraj Modriče (mala monografija, Zagreb – Čardak, 2001.)
8.	Pregled Napretkovih hrvatskih narodnih kalendara 1907. – 2002. (Zagreb, 2002.)
9.	Iz ljetopisa župe Zavidovići 1902. – 2002. (Zagreb – Zavidovići, 2002.)
10.	Gabrijel Jurkić u hrvatskim narodnim kalendarima 1926. – 1945. (Zagreb, 2003.)
11.	Vrhbosanska nadbiskupija početkom trećeg tisućljeća (Zagreb – Sarajevo, 2004.)
12.	Banjolučka biskupija u riječi i slici od 1881. do 2006. (u suradnji s mons. dr. Antom Orlovcem, Zagreb – Banjaluka, 2006.)
13.	Kronološka povijest izgradnje žepačkih katoličkih župnih crkava (Zagreb – Žepče, 2007.)
14.	Kronologija žepačkoga kraja 1458. – 2008. Povodom 550. obljetnice prvoga pisanog spomena Žepča, drugo prerađeno i dopunjeno izdanje, (Zagreb – Žepče, 2008.)
15.	Duhovna zvanja s područja Žepačkoga dekanata (Zagreb – Žepče, 2009.)
16.	Bibliografija nadbiskupa dr. Ivana Ev. Šarića (u suradnji s dr. don Tomom Vukšićem, Sarajevo, 2010.)
17.	Škola sestara milosrdnica u Žepču između 1883. i 1949. godine (Zagreb – Žepče, 2013.)
18.	Duhovna zvanja Žepačkoga dekanata, II. dopunjeno i ispravljeno izdanje (Zagreb – Žepče, 2014.)
19.	Djelovanje Hrvatskog kulturnog društva napredak u Zagrebu između 1992. i 2017. godine (građa za Monografiju) (HKD „Napredak“ Zagreb, 2017.)
20.	Kronologija žepačkoga kraja 1458. – 2018. Povodom 560. obljetnice prvoga pisanog spomena Žepča, treće prerađeno i dopunjeno izdanje, (Zagreb – Žepče, 2018.)

Osim objavljenih dijela bio je i glavni urednik i suradnik knjiga:
1.	Župa Prozor pod zaštitom Srca Isusova 1906. – 2006. Prigodom 100. obljetnice utemeljenja župe (Prozor, 2006.), 
2.	Franjevci u Bosni (fra Anđelko Barun, Livno – Zagreb, 2006.), 
3.	Gdje su oni stali, mi nastavljamo. Pokojni svećenici Vrhbosanske nadbiskupije od 1882. do 30. 4. 2007. (Nadbiskupski ordinarijat vrhbosanski, Sarajevo, 2007.), 
4.	Slavlje sv. Krizme u Vrhbosanskoj nadbiskupiji od 1935. do 1939. godine prema putopisnim bilješkama nadbiskupa dr. Ivana Šarića (Medijski centar Vrhbosanske nadbiskupije, Sarajevo, 2010.), 
5.	Zbornik radova Međunarodnoga znanstvenog simpozija Žepče 1458. – 2008. održanog u Žepču od 10. do 11. listopada 2008. (Hrvatski institut za povijest Zagreb i Općina Žepče, 2010.), 
6.	HRVATSKA enciklopedija Bosne i Hercegovine 1 A-Đ, glavni urednik Jakov Pehar, Hrvatski leksikografski institut Bosne i Hercegovine, Mostar, 2009.
7.	Župa Gromiljak nekada i sada (Ekološki glasnik d.o.o., Donja Lomnica kraj Zagreba i Rimokatolički župni ured Gromiljak, 2011.), 
8.	Stanje katoličkih župa na području BiH između 1991. i 2011. godine (Biskupska konferencija BiH, Sarajevo, 2011.),
9.	Amédée Chaumette-des Fossés Putovanje po Bosni 1807. i 1808. godine, Pariz, 1816., s francuskoga prevela Jennifer Lazarić Jungić, Nakladnik Hrvatsko kulturno društvo „Napredak“, Zagreb, 2012. (naslov izvornika Voyage en Bosnie dans les années 1807 et 1808. par M. Amédée Chaumette – des –Fossés, Paris 1816.),
10.	Gdje su oni stali, mi nastavljamo. Pokojni svećenici Vrhbosanske nadbiskupije od 1882. do 31. 12. 2012., II dopunjeno izdanje (Nadbiskupski ordinarijat vrhbosanski, Sarajevo, 2013.),
11.	Vinko kardinal Puljić, Moje druge konklave u ožujku 2013. (Nadbiskupski ordinarijat vrhbosanski, Sarajevo, 2013.),
12.	Branko Hanžek, Spomen knjiga dr. Gustavu Šindleru prigodom 100. obljetnice rođenja (Ekološki glasnik Donja Lomnica kraj Zagreb, 2013.)
13.	Ivo Andrić svugdašnji. Zbornik radova s Međunarodnoga znanstvenoga skupa održanoga 25. studenoga 2005. u Zagrebu, Nakladnik HKD Napredak, Zagreb, 2015.
14.	HRVATSKA enciklopedija Bosne i Hercegovine 2 E-J, glavni urednik Jakov Pehar, korice Ivica Ćavar, Hrvatski leksikografski institut Bosne i Hercegovine, Mostar, 2015.
15.	Šematizam Vrhbosanske nadbiskupije za 2015. godinu (Nadbiskupski ordinarijat vrhbosanski, Sarajevo, 2015.) 
16.	Kutak nobelovca Ive Andrića (popis prvih izdanja, rijetkih izdanja i izdanja na stranim jezicima Ive Andrića te djela o Andriću u vlasništvu Napretkova kulturnog centra, stanje 31. listopada 2016.), predgovor književnice prof. dr. Julijane Matanović, voditeljice Kutka nobelovca Ive Andrića, urednik Franjo Marić, priprema za tisak Terezija Marić, za nakladnika Slavica Mijić Lukač, Nakladnik Napretkov kulturni centar, Bogovićeva 1, Zagreb, 2016.
17.	Jozo Džambo, Bitka za Žepče 7. kolovoza 1878. prema austrijskim i njemačkim izvorima, ilustrirano, urednik Franjo Marić, Nakladnik Općina Žepče, Sunakladnik Hrvatsko kulturno društvo „Napredak“ Zagreb, Žepče – Zagreb, 2018.
18.	Kronika kardinala Vinka Puljića nadbiskupa Vrhbosanske nadbiskupije od 16. 1. 1991. do 31. 12. 1999. Knjiga I. Vjera, priredili Bojan Ivešić i Franjo Marić, Medijski centar Vrhbosanske nadbiskupije, Sarajevo, 2018. 
19.	Kronika kardinala Vinka Puljića nadbiskupa Vrhbosanske nadbiskupije od 1. 1. 2000. do 31. 12. 2009. Knjiga II. Nada, priredili Bojan Ivešić i Franjo Marić, Medijski centar Vrhbosanske nadbiskupije, Sarajevo, 2018. 
20.	Kronika kardinala Vinka Puljića nadbiskupa Vrhbosanske nadbiskupije od 1. 1. 2010. do 6. 1. 2016. Knjiga III. Ljubav, priredili Bojan Ivešić i Franjo Marić, Medijski centar Vrhbosanske nadbiskupije, Sarajevo, 2018. 
21.	Gdje su oni stali, mi nastavljamo. Pokojni svećenici Vrhbosanske nadbiskupije od 1882. do 31. 12. 2018., III. dopunjeno izdanje, Nadbiskupski ordinarijat vrhbosanski, Sarajevo, 2019.